# Yuan Shao

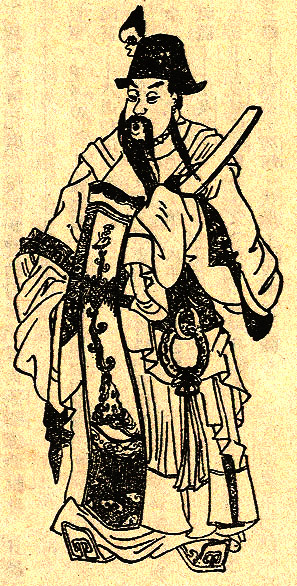
Porträt Yuan Shaos, aus der Geschichte der drei Reiche

Yuán Shào (chinesisch 袁紹 / 袁绍, IPA (hochchinesisch) [y̆ɛn35 ʂɑo̯51]; * 154 in Luoyang; † 28. Juni 202) war ein chinesischer Warlord während des Bürgerkrieges nach dem Untergang der Han-Dynastie.
Er entstammte der Adelsfamilie Yuan, deren Mitglieder ab dem 1. Jahrhundert gehobene Posten in der kaiserlichen Bürokratie besetzt hatten. Sein Vater Yuan Feng war chinesischer Innenminister. Über seine Mutter, eine Konkubine Yuan Fengs, ist fast nichts bekannt. In den 180er Jahren wurde er zum Befehlshaber einer Einheit der kaiserlichen Garde, im Jahre 188 zu einem der acht wichtigsten Offiziere des Oberbefehlshabers der Armee He Jin.
Nach dem Tod des Kaisers Ling im Jahre 189 wurde Yuan Shao im entbrannten Machtkampf zum Verbündeten des Generals He Jin. Nach der Ermordung von He Jin am 22. September 189 stürmte Yuan Shao den Kaiserlichen Palast und massakrierte ca. 2.000 der Gegenfraktion angehörigen Höflinge.
Die Zentralgewalt musste er zuerst an Dong Zhuo abgeben. Im Jahre 191 errichtete Yuan Shao in der Provinz Ji einen unabhängigen Staat. Zuerst konnte er diesen Staat gegen die anderen Warlords erfolgreich verteidigen und sogar erweitern, doch im Jahre 200 verlor er eine Entscheidungsschlacht bei Guandu: Obwohl Cao Cao zunächst keine Chance gegen Yuan Shaos Türme hatte, von denen seine Bogenschützen Pfeilhagel über die Wei-Truppen ergehen ließen, konnte Cao Cao mit einer über Nacht zusammengestellten Artillerie die Befestigungen überwinden und Yuan Shao schlagen. 202 erfolgte eine erneute Niederlage in der Schlacht bei Cangting, in der er sein Leben verlor.